# КРЕС (місцевість)
КРЕС — житловий масив розташований у центрально-західній частині Покровського району м.Кривий Ріг.

## Загальні відомості
Закладений у кінці 20-х рр. XX століття як селище працівників Криворізької районної електростанції. Постраждав під час війни. Відбудований у 1950-х рр. Розвитку набув у 1950-60-х роках. Має 13 вулиць, мешкає 9 тисяч осіб.

## Інфраструктура
- Театр музично-пластичних мистецтв «Академія руху»
- Кресівське водосховище